# 우주 해적선
우주 해적선(The Ice Pirates)은 미국에서 제작된 스튜어트 래필 감독의 1984년 코미디, SF, 액션, 모험 영화이다. 로버트 유리히 등이 주연으로 출연하였고 존 포먼 등이 제작에 참여하였다.

## 출연

### 주연
- 로버트 유리히
- 메리 크로스비

### 조연
- 마이클 D. 로버츠
- 안젤리카 휴스턴
- 존 마츠작
- 론 펄먼
- 존 캐러딘

## 제작진
- 미술: 데이빗 M. 하버